# Stanisława Bakuła

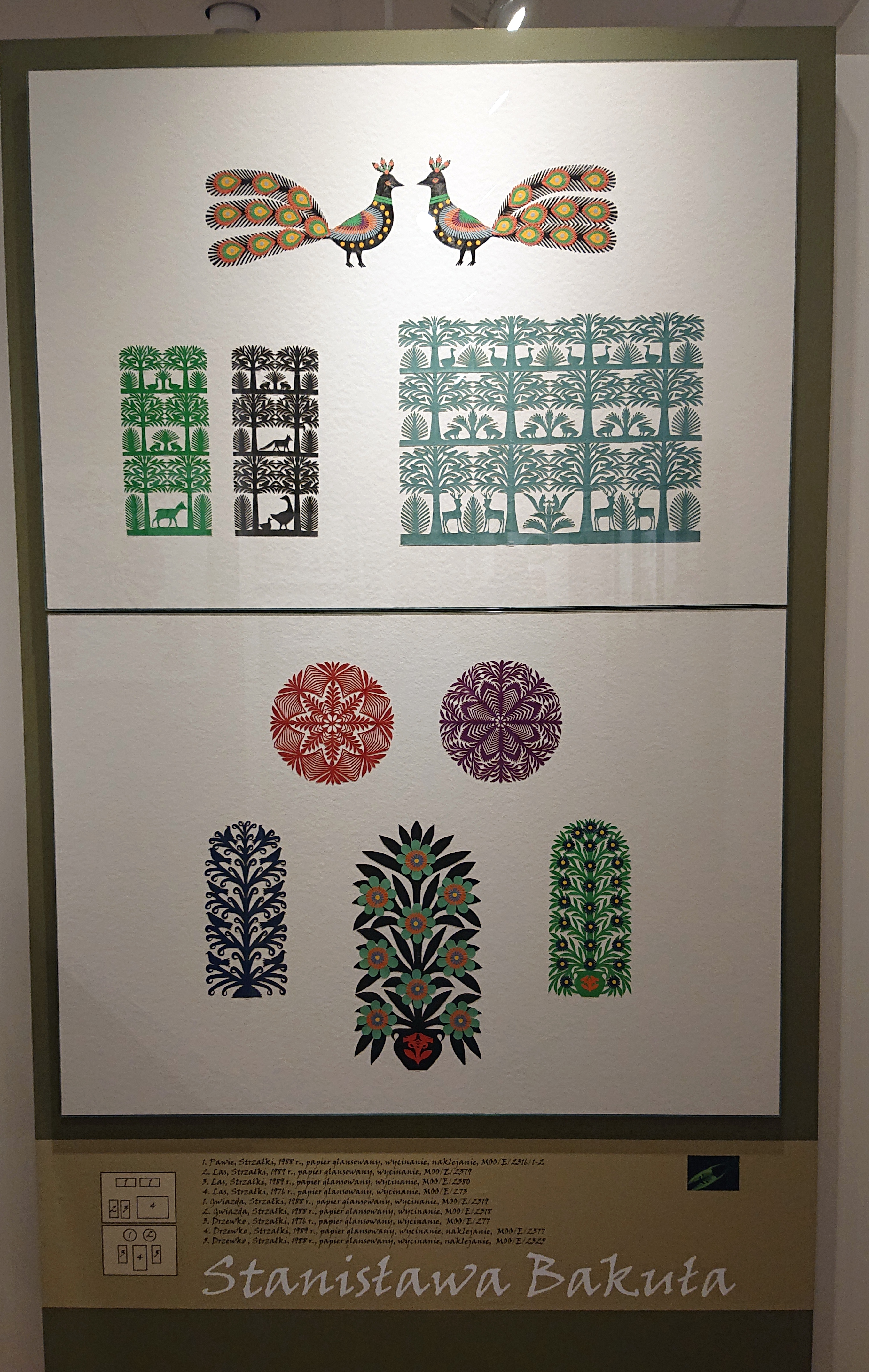
Wycinanki Stanisławy Bakuły na wystawie w Muzeum Kultury Kurpiowskiej w Ostrołęce

Stanisława Bakuła (ur. 7 maja 1925 w Strzałkach, zm. 23 listopada 1989) – wycinankarka, pisankarka, tkaczka, hafciarka, koronczarka z Puszczy Zielonej, laureatka Nagrody im. Oskara Kolberga.

## Życiorys
Przyszła na świat w chłopskiej rodzinie, w której kultywowano tradycje związane ze sztuką ludową. Od młodości potrafiła tkać dwukolorowe kraciaste buronki (chusty) oraz pasiaste dywany, haftować i wycinać wycinanki. Kiedy w 1950 w Kadzidle powstała Spółdzielnia Rękodzieła Ludowego i Artystycznego „Kurpianka”, wstąpiła do niej i zaczęła wykonywać na zamówienie kurpiowskie tkaniny dekoracyjne. Była już znaną twórczynią ludową, bo dwa lata wcześniej, na pierwszej po wojnie wystawie sztuki ludowej w Kadzidle, zdobyła nagrodę. Dla kadzidlańskiej spółdzielni zaczęła też tworzyć wycinanki, które podziwiano i nagradzano na konkursach i wystawach sztuki ludowej. Zasłynęła jako twórczyni wycinanek w formie „lasu” (powtarzające się przedstawienia stylizowanych drzewek: jodeł i sosen, pod którymi widniały ptaki, zwierzęta i ludzie) oraz wielobarwnych leluj, na które naklejano różnokolorowe stylizowane kwiatki.
Brała udział we wszystkich regionalnych i ogólnopolskich konkursach oraz wystawach sztuki ludowej. W 1955 na ogólnopolskiej wystawie sztuki ludowej z okazji X-lecia PRL w Warszawie dostała nagrodę Ministra Kultury i Sztuki. Jej prace doceniono na konkursach: Kultura artystyczna wsi mazowieckiej (Zachęta, 1962), Sztuka ludowa północnego Mazowsza (Pułtusk, 1964), Plastyka obrzędowa województwa warszawskiego (Płock, 1970), Polska wycinanka ludowa (Łowicz, 1970), Konkurs plastyki obrzędowej (Łyse, 1972), Polska szopka ludowa (Warszawa, 1971 i 1972), Wystawa wycinanki ludowej (Płock, 1975). Reprezentowała macierzystą spółdzielnię na targach i imprezach folklorystycznych (Międzynarodowe Targi w Poznaniu, targi sztuki ludowej i Cepeliady w Krakowie, Warszawie, Płocku, Mielcu, Toruniu, Opolu, Łomży, Białymstoku, Wrocławiu, Łodzi, Toruniu, Lublinie).
Od 1962 była członkinią Stowarzyszenia Twórców Ludowych.
Jej prace mają w zbiorach Muzeum Kultury Kurpiowskiej w Ostrołęce, Muzeum Północno-Mazowieckie w Łomży, Muzeum Podlaskie w Białymstoku, Państwowe Muzeum Etnograficzne w Warszawie, Muzeum Etnograficzne im. Marii Znamierowskiej-Prüfferowej w Toruniu, Muzeum Mazowieckie w Płocku, Muzeum Etnograficzne im. Seweryna Udzieli w Krakowie i Centrum Kultury Kurpiowskiej im. ks. Mieczysława Mieszki w Kadzidle. Dzieła Stanisławy Bakuły można znaleźć w kolekcjach prywatnych w Polsce i za granicą.
Twórczyni otrzymała wiele dyplomów i medali, np. Medal XXV-lecia CPLiA. W latach 1954–1958 była stypendystką Ministerstwa Kultury i Sztuki. W 1978 otrzymała Nagrodę im. Oskara Kolberga.
Umiejętności przekazała córkom: Genowefie, Teresie i Barbarze, które pielęgnują rodzinne tradycje wycinankarskie.

## Upamiętnienie
W 2020 była jedną z bohaterek wystawy pt. Wycinanka kurpiowska z Puszczy Zielonej przygotowanej przez Muzeum Kultury Kurpiowskiej w Ostrołęce.